# Eumorpha orientis
Eumorpha orientis är en fjärilsart som beskrevs av Daniel 1949. Eumorpha orientis ingår i släktet Eumorpha och familjen svärmare. Inga underarter finns listade i Catalogue of Life.